# Temple d'Apollon à Bassae
Le temple d'Apollon Épicourios (ou Épikourios) à Bassae est un temple de la Grèce antique situé à Bassae (latin : Bassae, du grec ancien : Βάσσαι, grec moderne : Βάσσες, nom signifiant « les ravins »), à 8 km NO de la cité antique de Phigalie et à 7 km S du village moderne d'Andrítsena. 
Perché à 1 130 mètres dans les montagnes arcadiennes, en plein Péloponnèse, il est orienté face au nord sur une des terrasses ouest du mont Cotylion.
Le temple fait l'objet de travaux importants et d'une restauration radicale. Depuis 1990, il est protégé par une structure en toile soutenue par des poteaux métalliques et des câbles d'acier, qui le recouvre entièrement. Ses éléments architecturaux ont été nettoyés et solidarisés par des étais et échafaudages boulonnés et capitonnés.

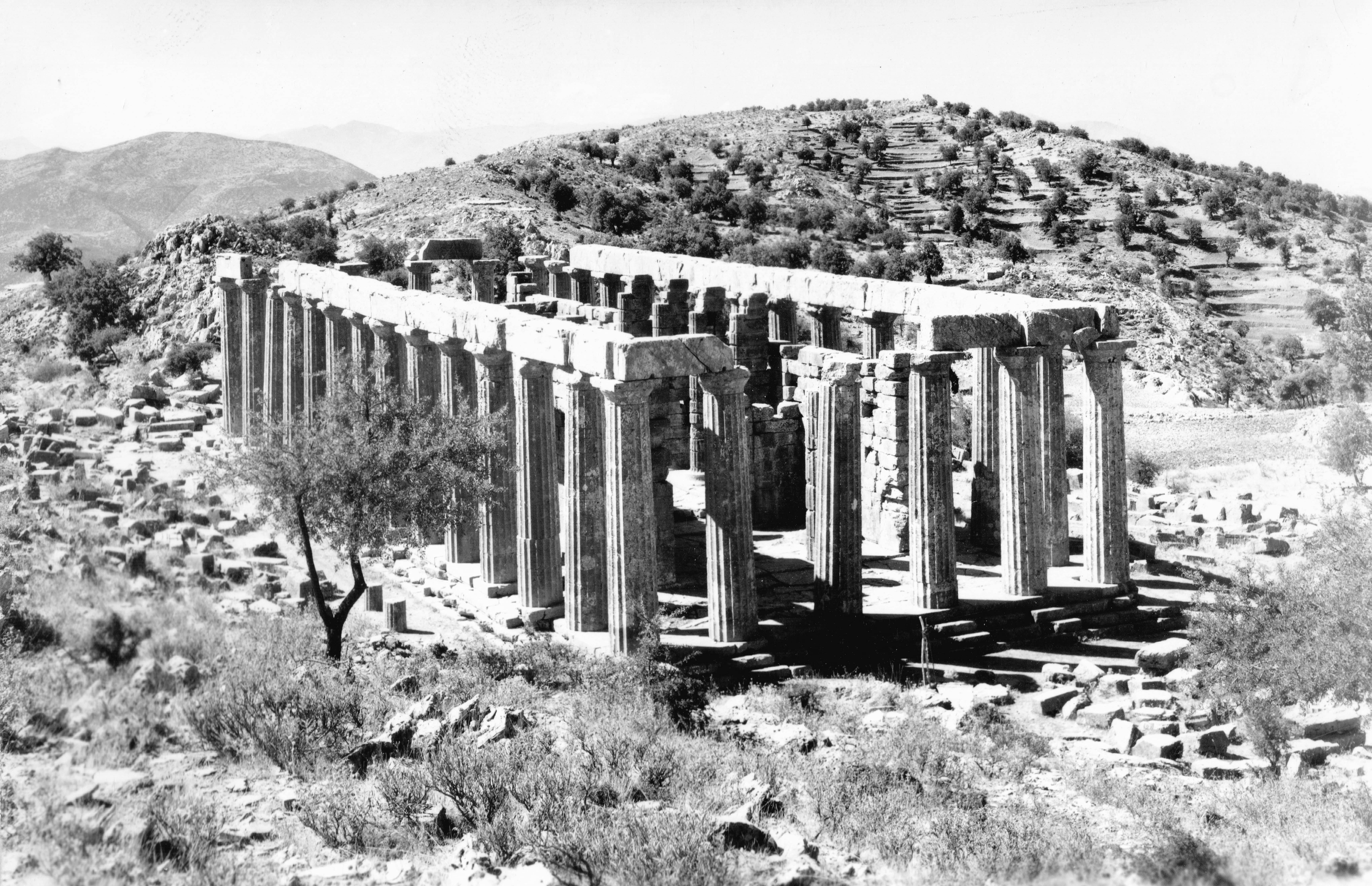
Le temple en 1972, vu du nord.
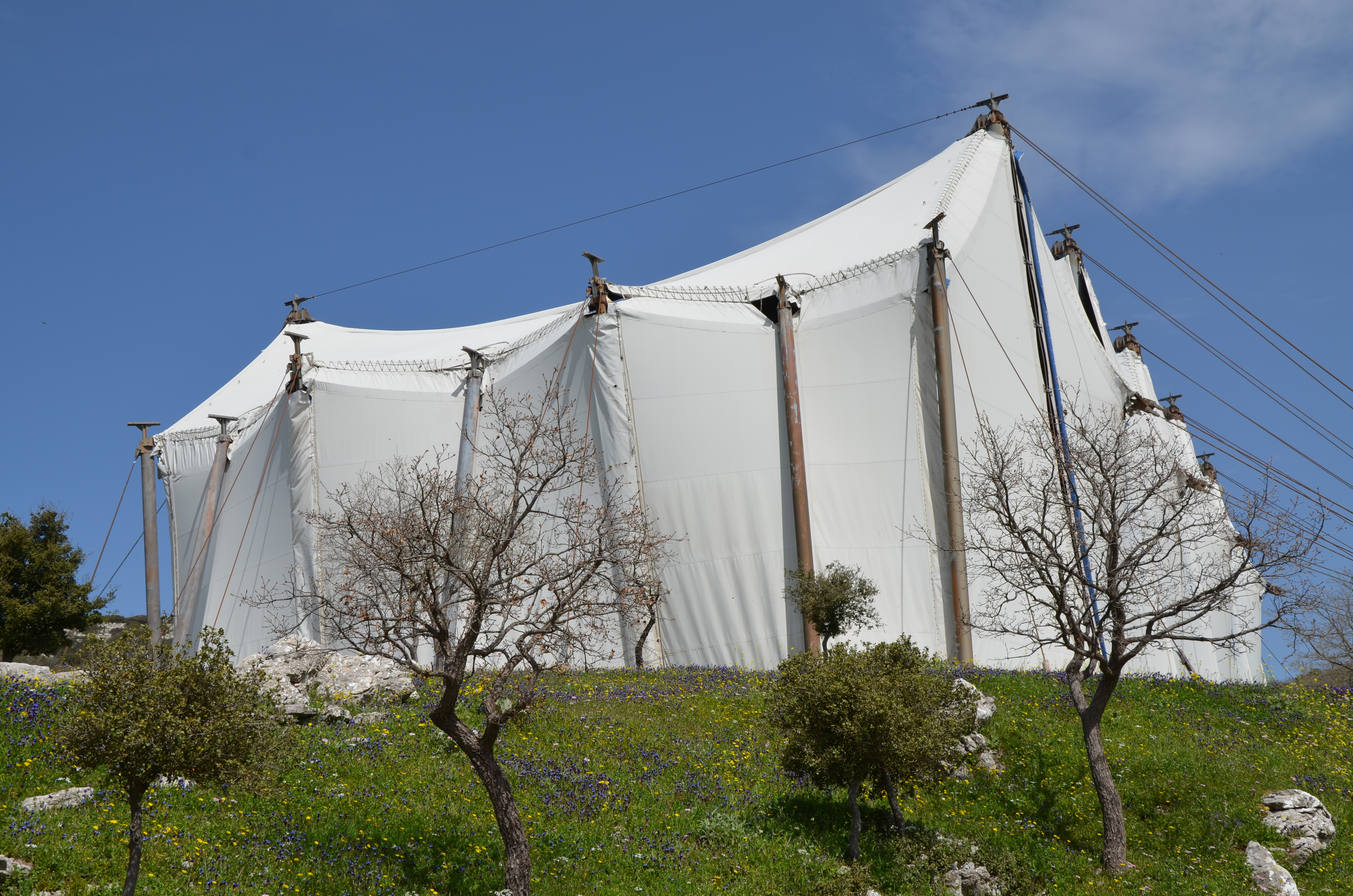
Le temple est protégé par un vélum depuis 1990.

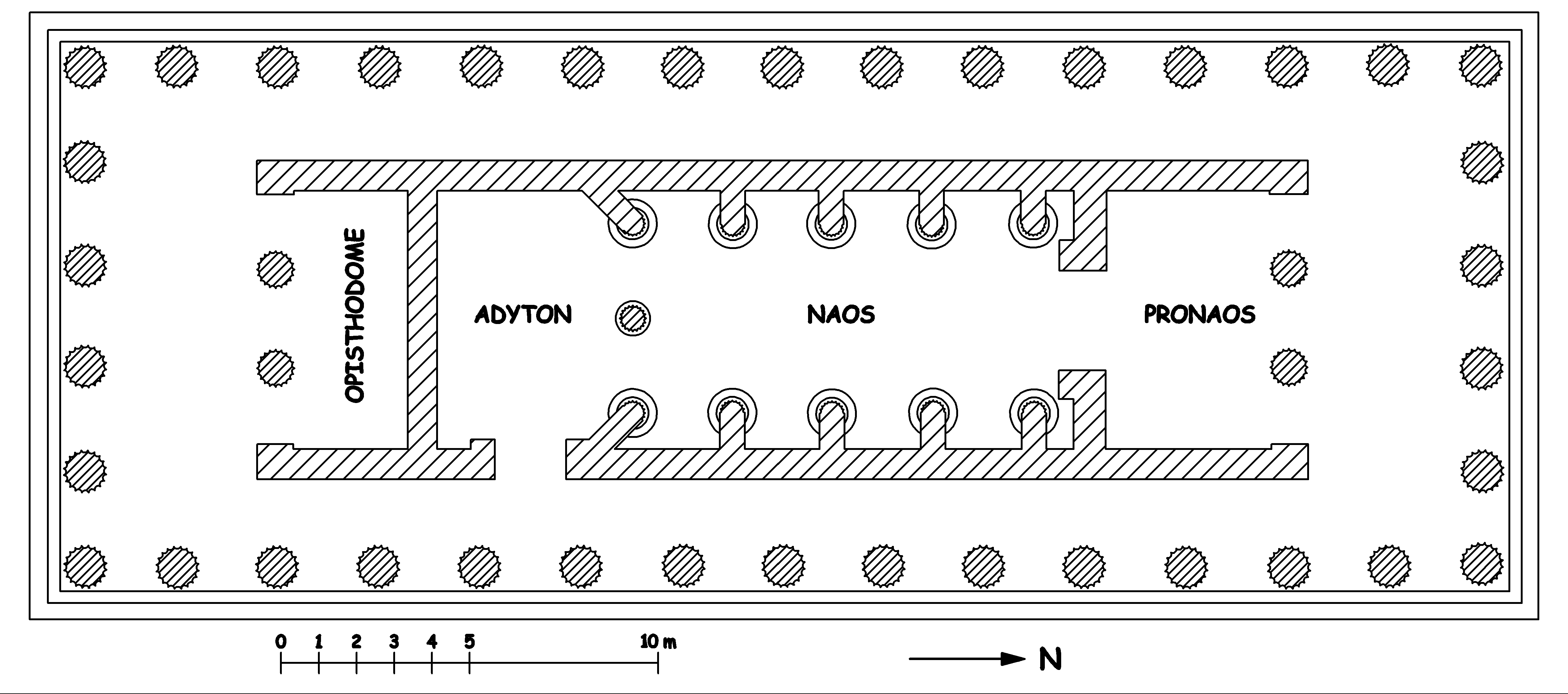
Plan du temple

## Description

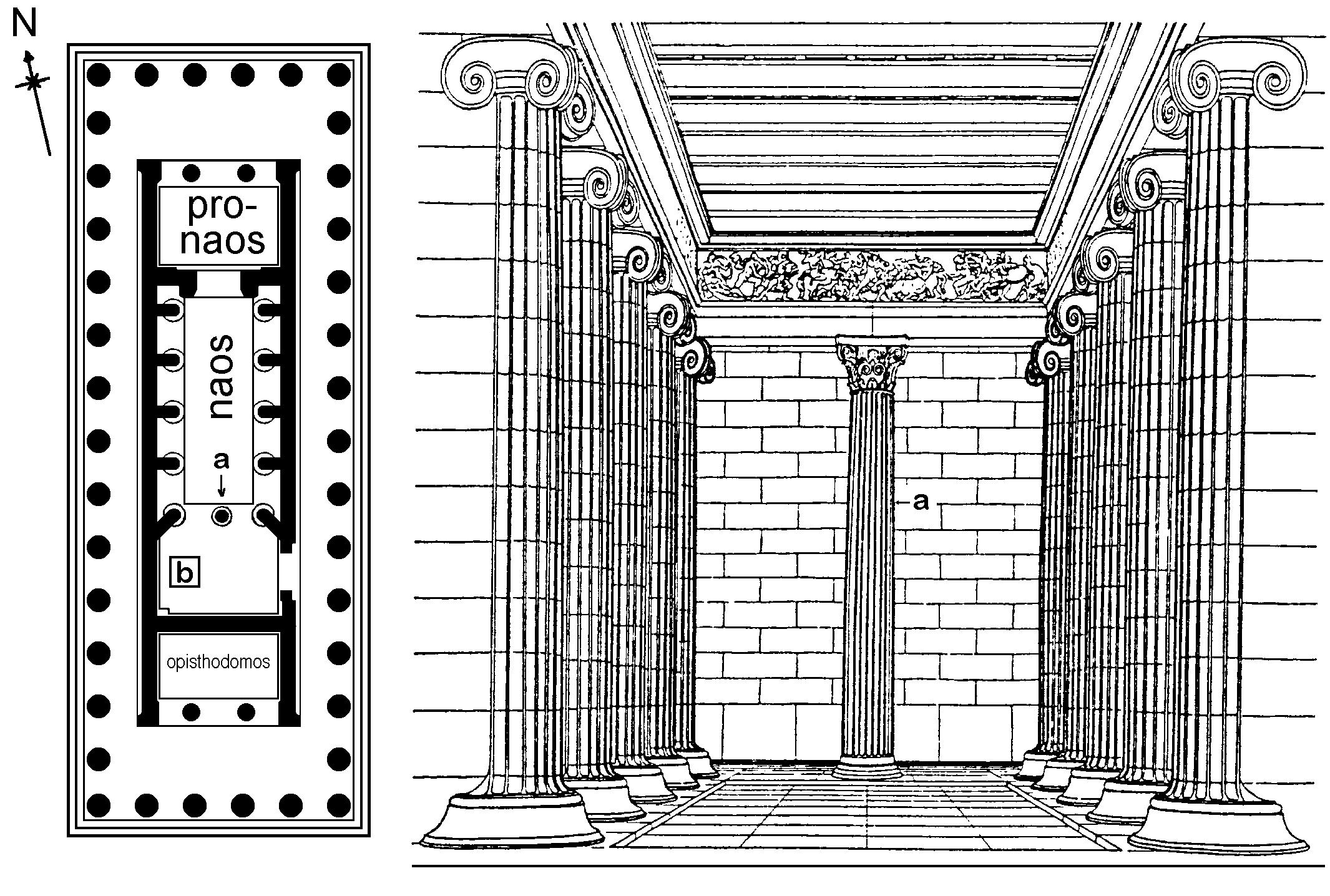
Le naos : deux rangées de colonnes ioniques engagées, une colonne corinthienne unique.

C'est un bâtiment périptère, de forme allongée, d'environ 40 m sur 16 m, ce qui lui donne une apparence archaïque. Mais sa particularité essentielle est que ses colonnes appartiennent aux trois ordres, et surtout qu'il mêle ingénument des innovations originales à des archaïsmes architecturaux, lui donnant de ce fait une étrange identité, à la fois conservatrice et révolutionnaire.
Ce temple hexastyle (six colonnes de face) possède une colonnade extérieure de style dorique en calcaire gris local d'une extrême sévérité, les métopes, souvent ornées, étant ici vierges de toute sculpture. Par contraste, l'intérieur offre une plastique de grande qualité, associée à une architecture très élaborée.
On trouve sur les fronts du pronaos et de l'opisthodome deux colonnes in antis d'ordre dorique et, à l'intérieur du naos, deux rangées de cinq colonnes ioniques engagées sur les parois par des murets transversaux. Au fond du naos, les deux dernières colonnes ioniques encadrent une unique colonne corinthienne, séparant le naos de l'adyton aménagé au fond, qui comporte une entrée latérale au sud-est, tout à fait exceptionnelle.
À la différence du calcaire rustique employé à l'extérieur, le matériau des chapiteaux ioniques et corinthien, ainsi que les métopes sculptées de la frise et les plaques de la frise intérieure sont en marbre de Doliana.

## Histoire

### Construction du temple

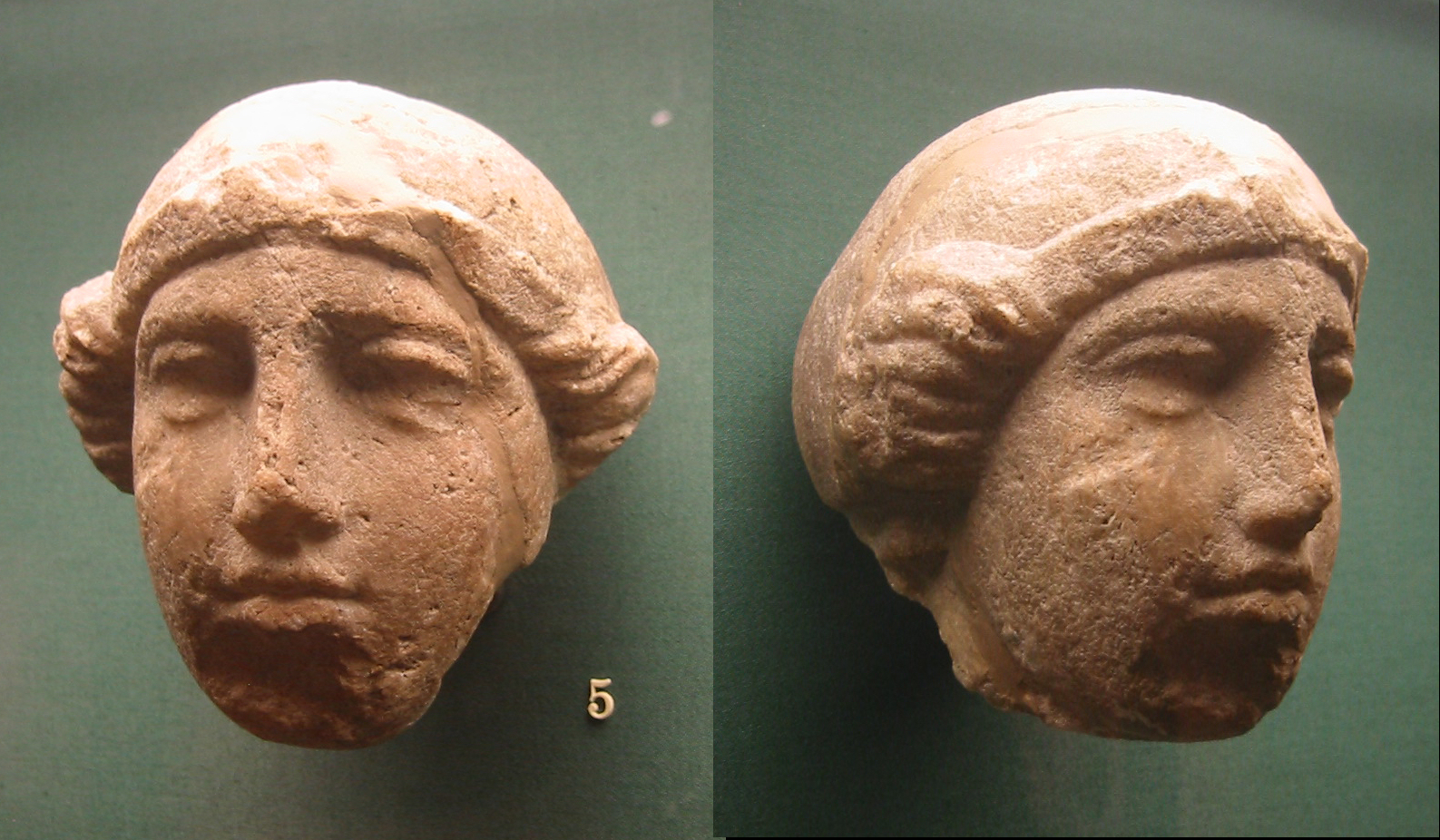
Élément de métope, British Museum

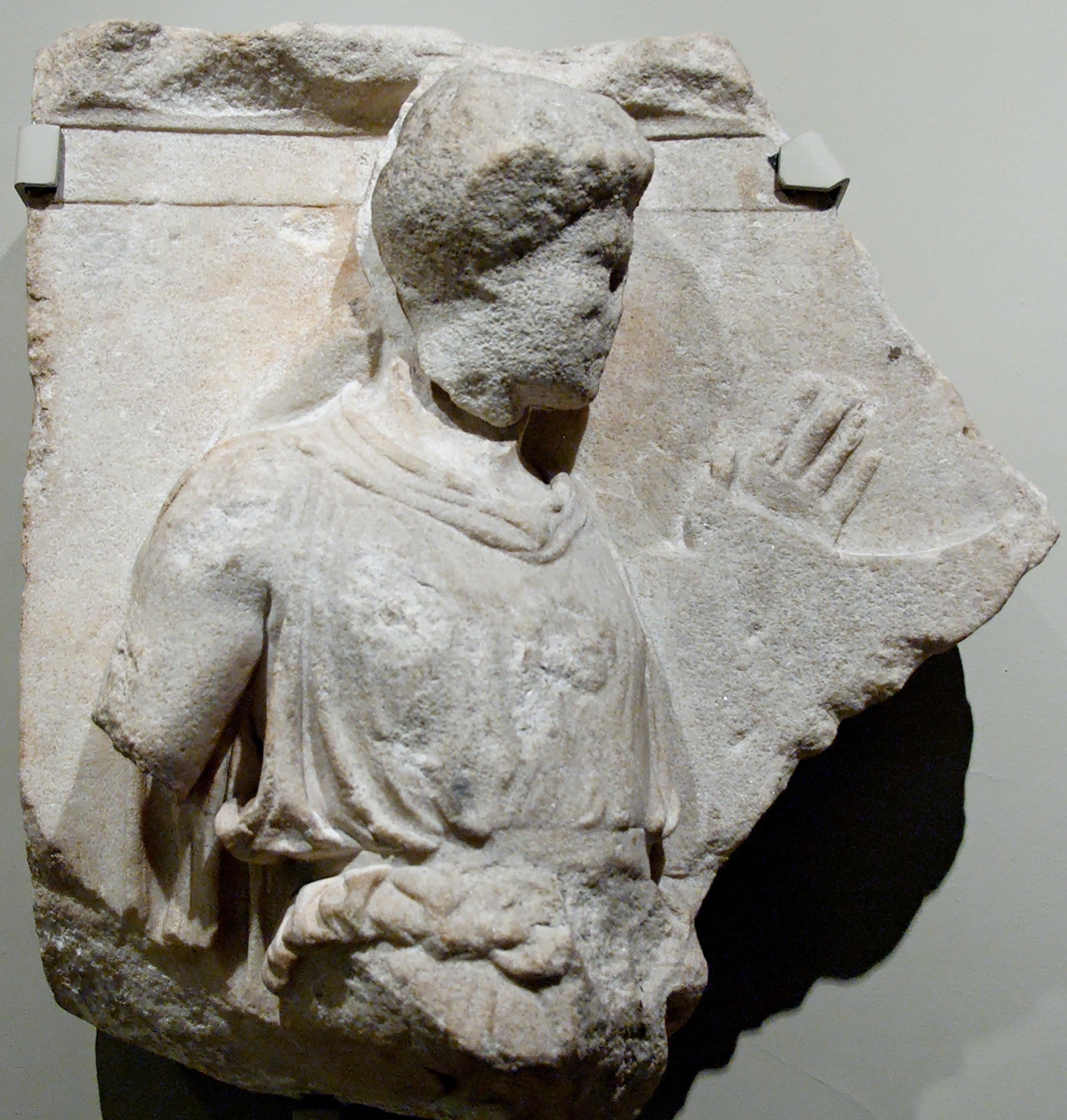
Élément de métope, British Museum

Le peu que nous connaissons de ce temple nous vient de Pausanias, géographe grec du IIe siècle, qui le visita. Cet auteur parcourut la Grèce continentale et laissa des notes rassemblées de façon confuse, toutefois précieuses par leur caractère unique.
Pausanias avance que ce temple fut consacré par les habitants de Phigalie à Apollon Épicourios, dieu guérisseur qui vint à leur secours lors d'une épidémie de peste, « comme il le fit durant les guerres du Péloponnèse ». Cette explication laisse sceptiques beaucoup d'archéologues modernes.
Il indique également que l'architecte fut Ictinos, sans apporter de preuve étayant cette affirmation. Or Ictinos est l'architecte le plus connu de la Grèce classique : il fut l'auteur du Parthénon d'Athènes et du Télestérion d'Éleusis. Pausanias néglige de dire comment et pourquoi Phigalie, modeste bourgade d'Arcadie, fut capable d'engager un architecte aussi prestigieux. C'est pourquoi les archéologues modernes hésitent à confirmer cette hypothèse. Mais si cette thèse était vraie, la construction de ce temple pourrait être datée précisément de l'époque de Périclès.
Pausanias n'explique pas non plus pourquoi le temple fut établi à l'écart dans la montagne, à 8 kilomètres de la cité, dans un lieu d'accès si difficile qu'il faille plusieurs heures de marche pour l'atteindre.
Plus loin, il rend hommage au toit exceptionnel du temple, « fait exclusivement de pierres », alors qu'en réalité des poutres de bois étaient employées pour soutenir le plafond. Et enfin, il fait l'éloge de la beauté des pierres et de l'harmonie des proportions, tout en restant silencieux sur le contraste des matériaux, sur la combinaison novatrice des colonnes et surtout, isolée dans l'axe de l'édifice, sur cette toute première colonne corinthienne connue de l'aire grecque, qui constitue une avancée historique, et qui eut un impact mondial sur l'architecture des siècles suivants.

### Redécouverte du temple

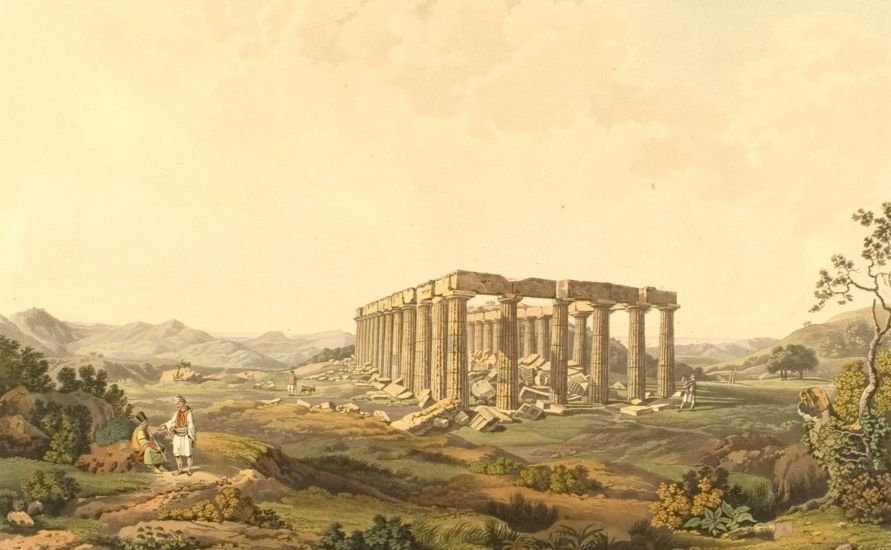
Le temple de Bassae, vu par Edward Dodwell, 1821.

Ce temple, à l'écart de toute agglomération, resta ignoré pendant des siècles. Ce n'est qu'en novembre 1765 que l'architecte français Joachim Bocher, voyageant dans le Péloponnèse et traversant cette région montagneuse, découvrit ces ruines fortuitement. Lors d'un second voyage dans cette région, il fut assassiné par des bandits,.
L'architecte britannique Charles Robert Cockerell, accompagné d'un certain nombre d'amis, explora le temple en août 1811, lors de son Grand Tour et y découvrit la frise, épisode qu'il raconte dans son journal. On y lit tout l'enthousiasme romantique de l'époque et la chance qui semble guider alors toute découverte d'un trésor archéologique :

« Il est impossible de bien décrire la beauté romantique du site où se trouve le temple. Il est au sommet d'une corniche d'où on aperçoit des montagnes désolées et la campagne immense à ses pieds. La vue nous offre Ithome, le dernier rempart des Messéniens contre Sparte au sud-ouest, l'Arcadie et ses nombreuses collines à l'est ; et au sud, le Taygète et encore au-delà, la mer. Nous avons passé en tout dix jours sur place, nous nourrissant de moutons et de beurre (le meilleur beurre que j'ai pu goûter depuis mon départ d'Angleterre) que nous vendaient des bergers albanais qui vivaient tout près. Le soir, nous avions l'habitude de nous asseoir autour du feu et de fumer en discutant avec les bergers albanais.
Un jour, un renard qui avait installé son terrier parmi les pierres, dérangé sans doute par notre bruit, sortit de son trou et s'enfuit. »

### La frise ionique

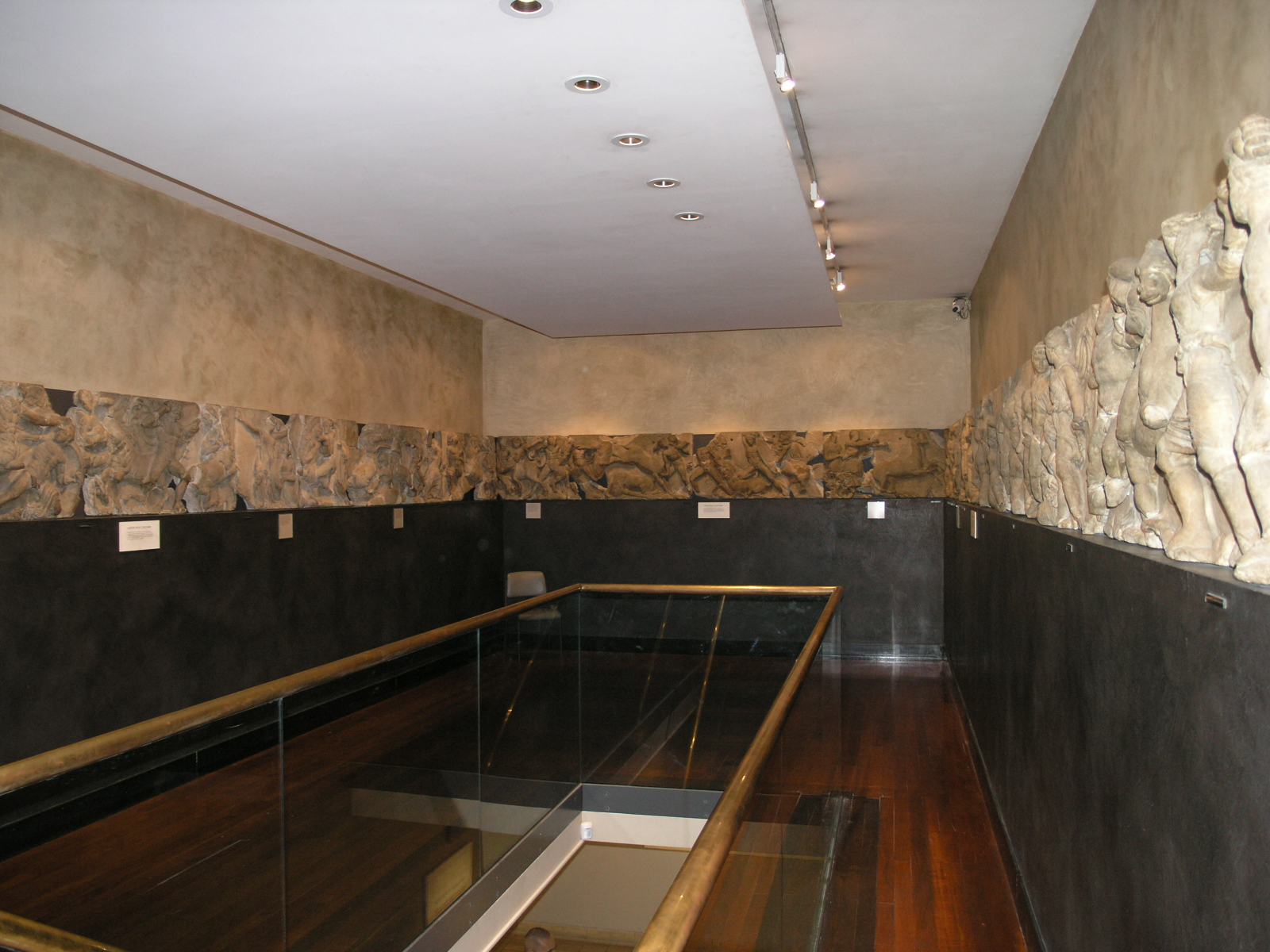
Frise du temple, British Museum

Ce fut en explorant le terrier que Cockerell découvrit un fragment de la frise (le fragment n°530 du catalogue des Marbres de Phigalie au British Museum). Cockerell et ses amis négocièrent auprès du Pacha de Tripolizza le droit de fouiller le temple. L'autorisation fut accordée en 1812, en échange de la moitié de ce que rapporterait la vente des trésors découverts. Le temple fut exploré entre juin et août 1812.
La frise, transportée à Zante, y fut vendue aux enchères en mai 1814 et achetée 60 000 dollars par le gouvernement britannique pour le British Museum.
Les éléments laissés sur place (notamment le chapiteau corinthien, exemple le plus ancien de cet ordre) furent malheureusement détruits au cours des années suivantes (entre 1814 et 1819), probablement transformés en chaux. Des fragments en furent retrouvés lors de fouilles sur le site en 1902-1908.

Frise du temple de Bassae au British Museum
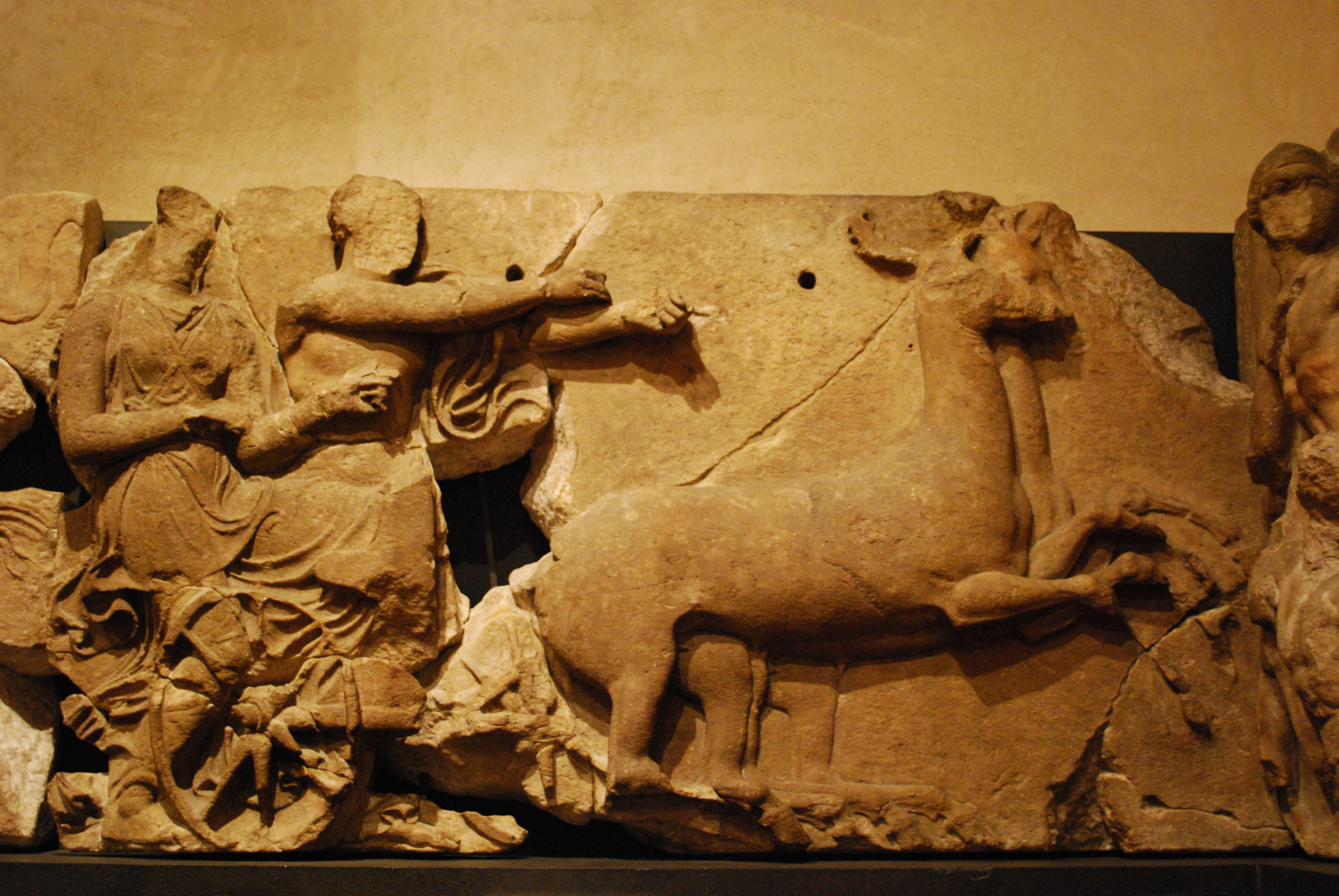
BM523 Centauromachie
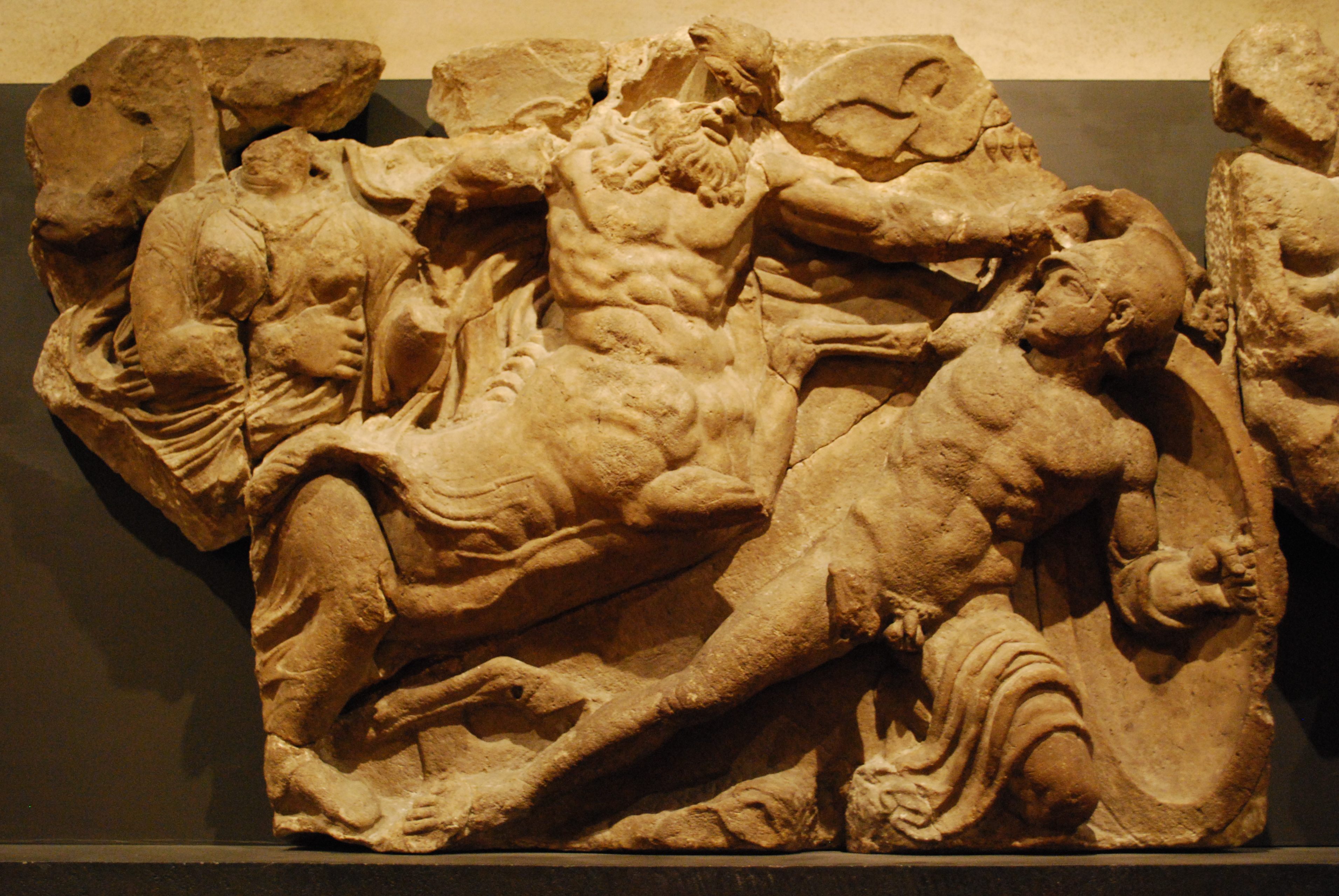
BM521 Centauromachie
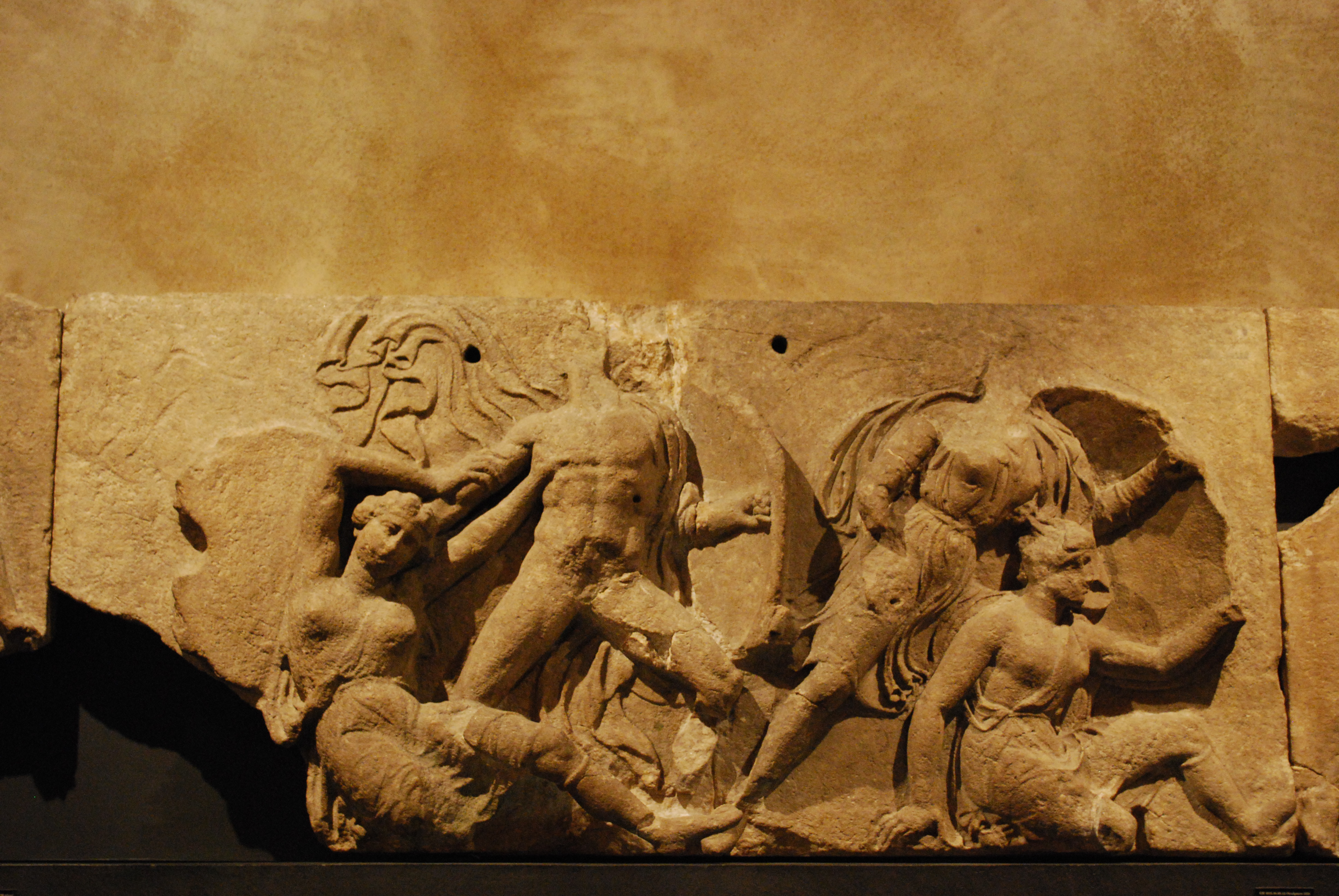
BM532 Combat des Grecs contre les Amazones commandées par Penthésilée
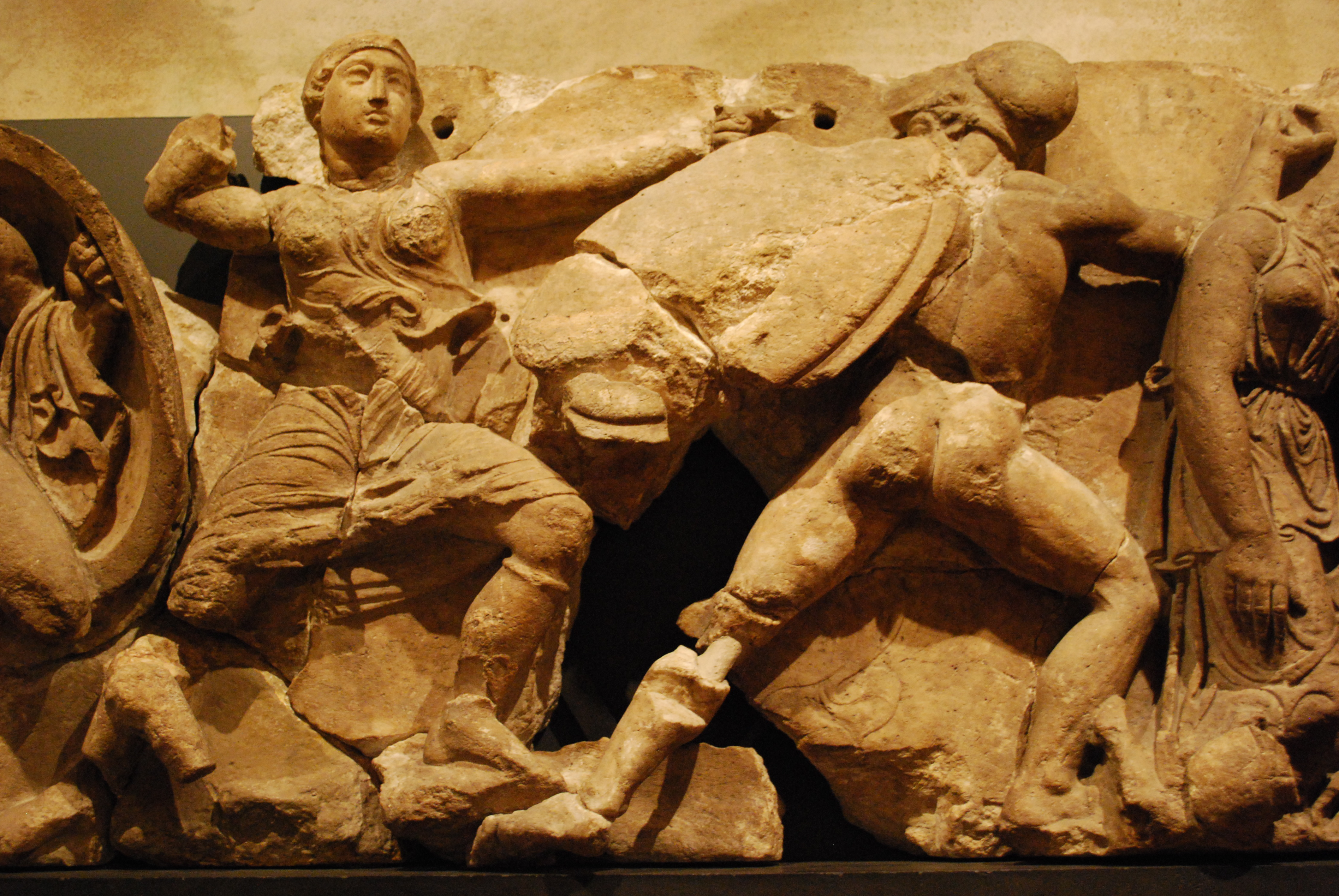
BM533 Amazonomachie
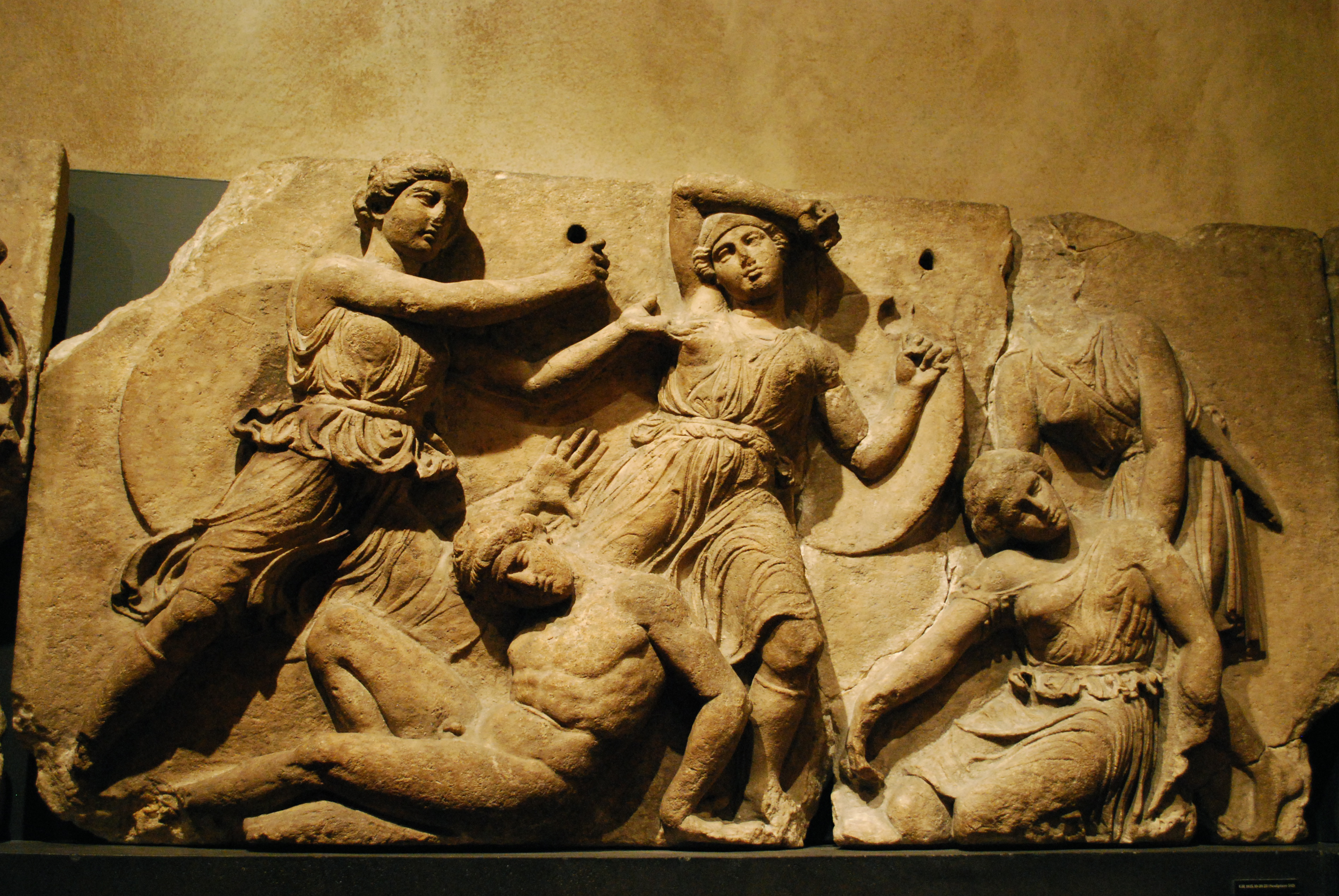
BM542 Amazonomachie
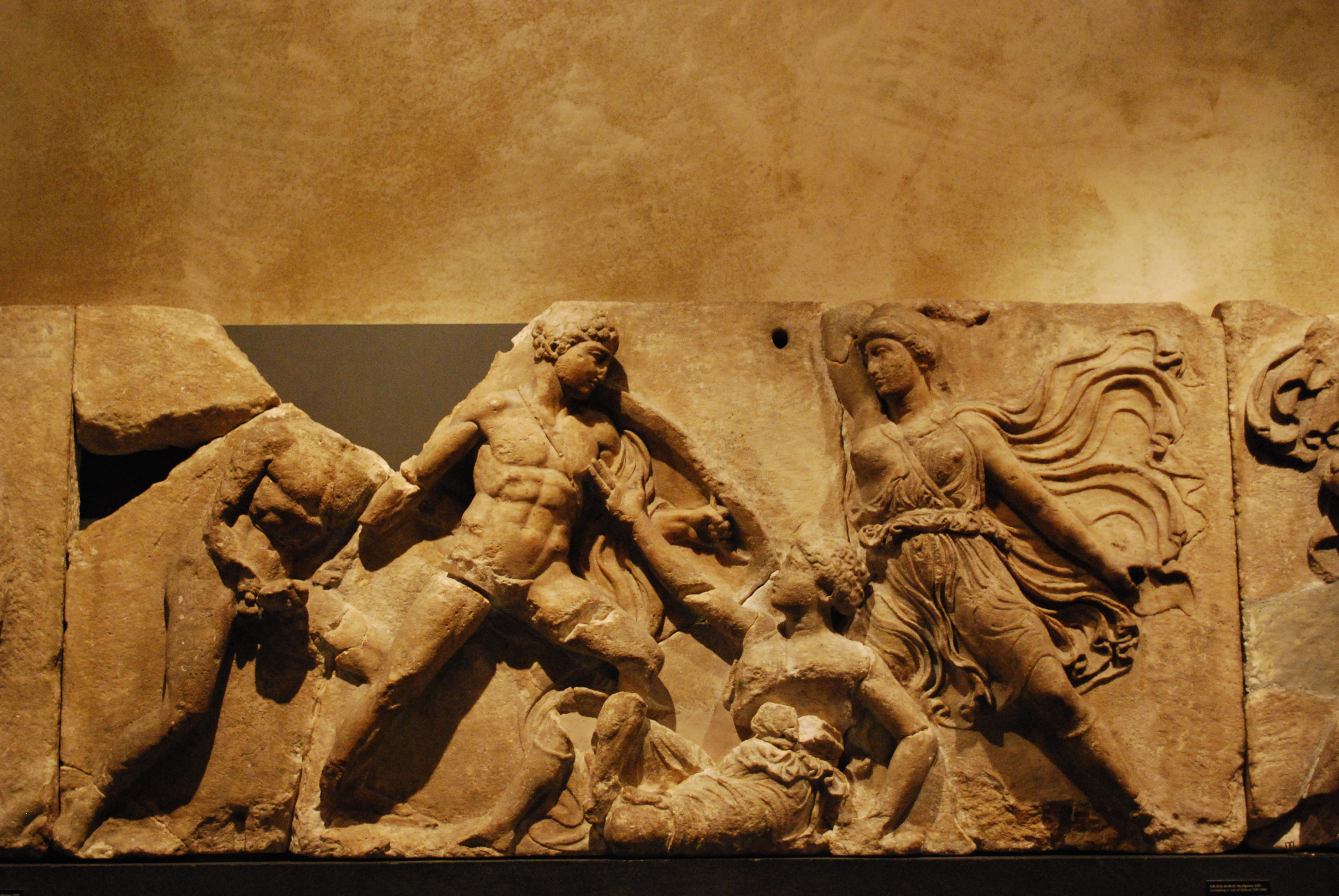
BM537 Penthésilée tuée par Achille

## Cinéma
- Bassae (1964) de Jean-Daniel Pollet
- Bassae, Bassae (2014) de Fabien Giraud et Raphaël Siboni